# Kiotina nigra
Kiotina nigra är en bäcksländeart som först beskrevs av Wu, C.F. 1938.  Kiotina nigra ingår i släktet Kiotina och familjen jättebäcksländor. Inga underarter finns listade i Catalogue of Life.